# HL-10
HL-10
- 用途：実験機
- 分類：リフティングボディ、技術デモンストレーション
- 設計者：ラングレー研究所
- 製造者：ノースロップ
- 運用者：NASA
- 初飛行：1966年12月22日
- 生産数：1機
- 退役：1970年7月17日
- 運用状況：退役

ノースロップ HL-10（英語: Northrop HL-10）は、1966年7月から1975年11月にカリフォルニア州エドワーズにあるNASAの飛行研究センター（FRC-後のドライデン飛行研究センター）で飛行した5つの米国の重量級リフティングボディ設計の1つで、宇宙からの再突入用に設計された低揚力比のビークルを安全に操縦して着陸させる概念の研究および検証を行った。これはNASAの設計であり、「逆翼」の揚力体とデルタプランフォームを評価するために製造された。現在、エドワーズ空軍基地のアームストロング飛行研究センターの入り口に展示されている。

## 開発
ノースロップコーポレーションは、NASA飛行研究センターが飛行した「重い」リフティングボディの最初の2隻であるHL-10とノースロップM2-F2を製造した。 HL-10とM2-F2の契約は180万ドル。「HL」は水平着陸を表し、「10」はバージニア州ハンプトンにあるNASAのラングレー研究所のエンジニアによって研究された10番目の設計を指す。メインギアは、手動で格納 、窒素圧によって下げられた改良型T-38システムであった。ノーズギアは改造されたT-39ユニットで、手動で格納され、窒素圧で下げられた。パイロット射出システムは、改良されたF-106システム。銀亜鉛電池は、制御システム、飛行計器、ラジオ、コックピットの熱、および安定性増強システムに電力を供給した。着陸前のフレアを支援するために、4つのスロットル可能な過酸化水素ロケットが最大推力400 lbf（1.8 kN）を発生した。

## 運用履歴

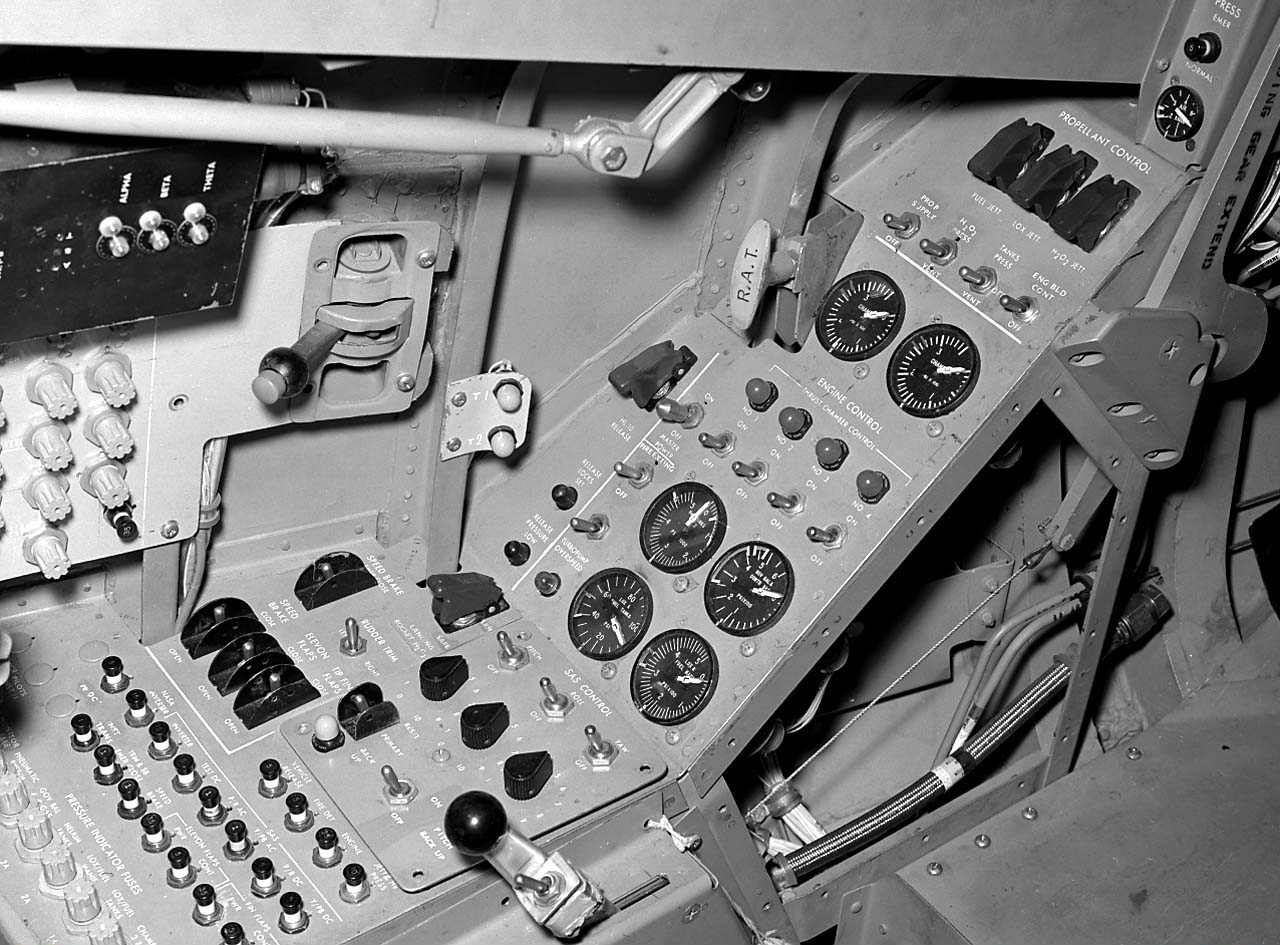
HL-10リフティングボディのコックピット。

1966年1月にNASAに引き渡された後、HL-10は1966年12月22日に初飛行を行い、コックピットには研究パイロットのブルース・ピーターソンがいた。XLR11ロケットエンジン （ベルX-1で使用されているものと同タイプ）が搭載されていたが、B-52発射機からの最初の11のドロップテストは、操縦性、安定性、および制御を評価するための無動力のグライドフライトであった。結局、HL-10は3つのオリジナルの重量級リフティングボディ（M2-F2 / F3、HL-10、X-24A ）の最良の取り扱いであると判断された。
HL-10は、HL-10は、リフティングボディの研究プログラム中で37回飛行し、リフティングボディプログラムで最高高度と最速速度を記録した。1970年2月18日、空軍のテストパイロットであるピーター・ホーグはHL-10をマッハ1.86（1,228 mph）まで操縦した。9日後、NASAのパイロットであるビル・ダナは、90,030フィート (27,440 m)まで飛行させ 、プログラムで到達した最高高度になった。
典型的なリフティングボディの飛行中、胴体と船内エンジンポッドの間の右翼のパイロンマウントに研究用ビークルが取り付けられたB-52は、高度約45,000フィート（14,000 m）、発射速度約450 mph（720 km / h）まで飛行した。
落下した瞬間、XLR-11はパイロットによって点火され、速度と高度は、個々のミッションプロファイルに応じて、選択または燃料の残量よってエンジンがシャットダウンされるまで作動する。リフティングボディは通常、約100秒間の動力飛行に十分な燃料を積載し、通常は50,000フィート（15,000 m）から80,000フィート（24,000 m）に達し、マッハ1を超える速度に達した。
エンジンの停止後、パイロットは、シミュレートされた宇宙からの帰還回廊を通って、エドワーズのロジャースドライ湖にある湖底滑走路の1つに着陸するための事前に計画されたアプローチにビークルを操縦した。着陸段階で高度を下げるために、円形アプローチが使用された。ファイナルアプローチレグでは、パイロットはエネルギーを蓄積するために降下率を上げた。高度約100フィート (30 m)、「フレアアウト」操作により対気速度が約200マイル毎時 (320 km/h)に低下させた。
HL-10の飛行試験の成功を通じて、珍しく貴重な教訓が得られた。スペースシャトル開発プログラムの初期段階では、HL-10の形状にパターン化されたリフティングボディは、3つの主要なタイプの提案の1つであった。円筒形の燃料タンクを常に湾曲している胴体に取り付けることが困難であることが判明したため、これらは後に却下され、それ以降、ほとんどの設計はより従来型のデルタ翼技術に焦点を合わせた。

## 仕様（ノースロップHL-10）
- 一般的な特性
  - 乗員 : 1名

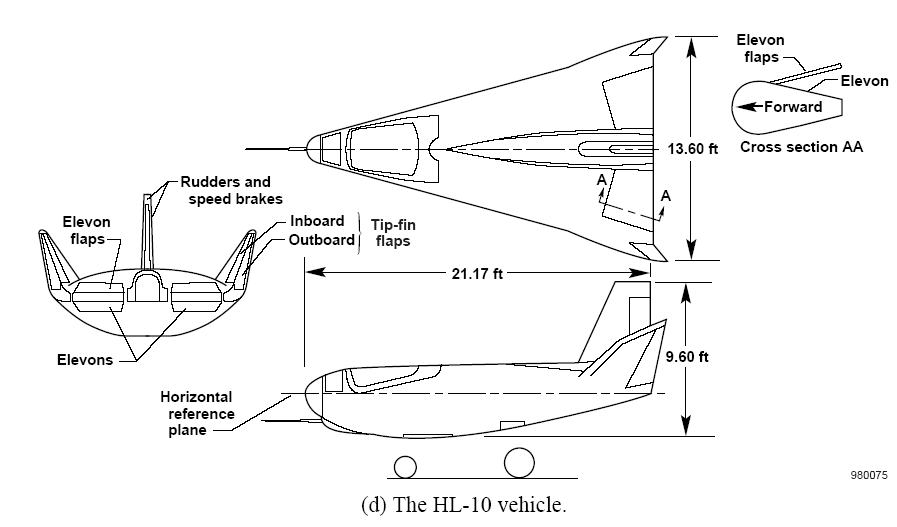
NASAHL-10リフティングボディ図

  - 全長 : 21 ft 2 in (6.45 m)
  - 翼幅 : 13 ft 7 in (4.15 m)
  - 翼面積 : 160 ft2 (14.9 m2)
  - 全高 : 9 ft 7 in (2.92 m)
  - 空虚重量 : 5,285 lb (2,397 kg)
  - 総重量 : 6,000 lb (2,721 kg)
  - 最大離陸重量 : 10,009 lb (4,540 kg) (propellant wt 3,536 lb - 1,604 kg)
  - エンジン : 1 × XLR11 4基燃焼室 ロケットエンジン 推力：8,000 lbf (35.7 kN)

- パフォーマンス
  - 最大速度 : 1,228 mph (1,976 km/h)
  - 航続距離 : 45 miles (72 km)
  - 上昇限度 : 90,303 ft (27,524 m)
  - 翼面荷重 : 62.5 lb/ft2 (304.7 kg/m2)
  - 推力重量比 : 1:0.99